# 宇陀市
宇陀市（うだし）は、奈良県の宇陀地域（東和）に位置する市。

## 地理

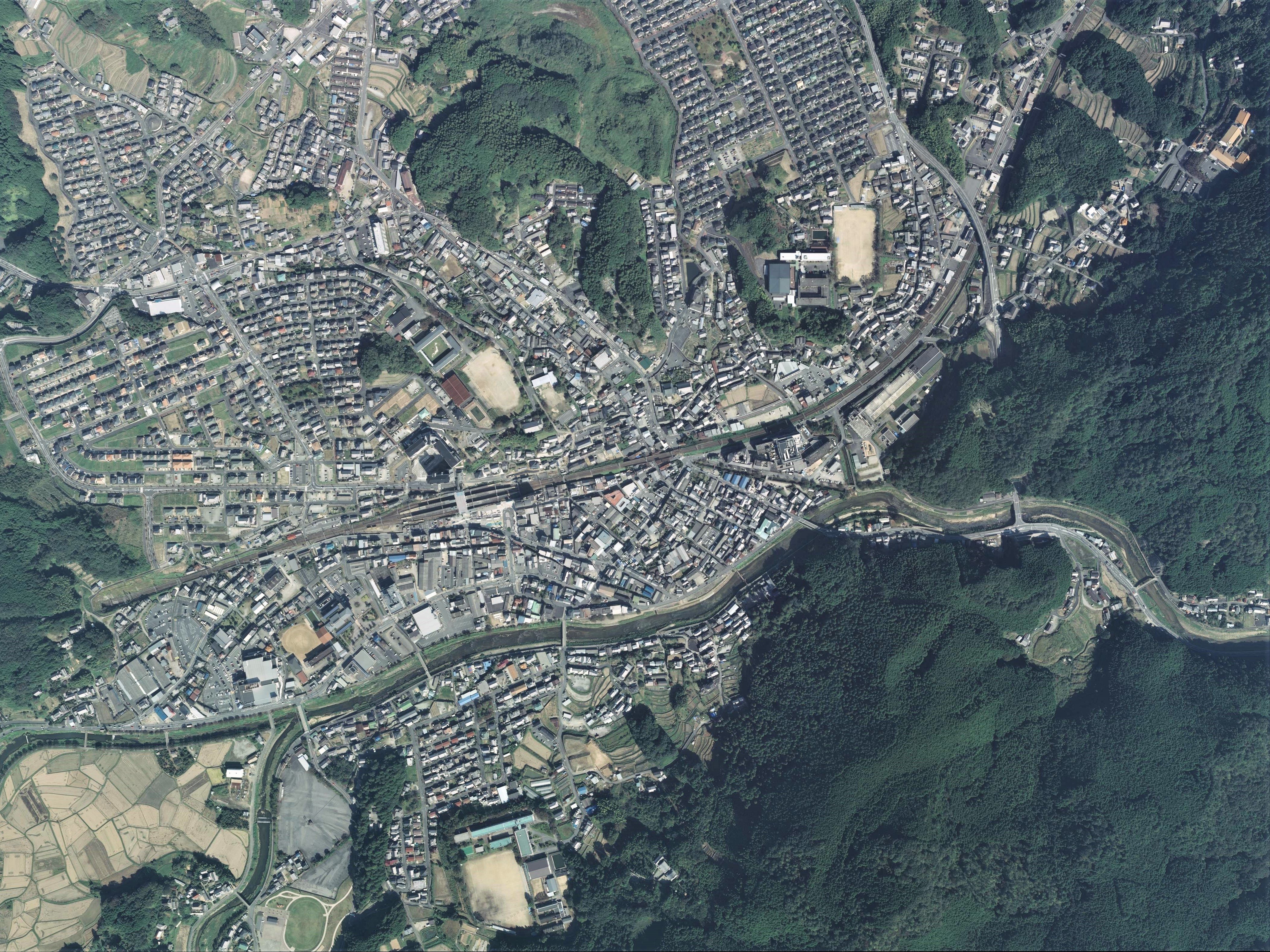
旧榛原町中心部周辺の空中写真。
2011年10月9日撮影の2枚を合成作成。。

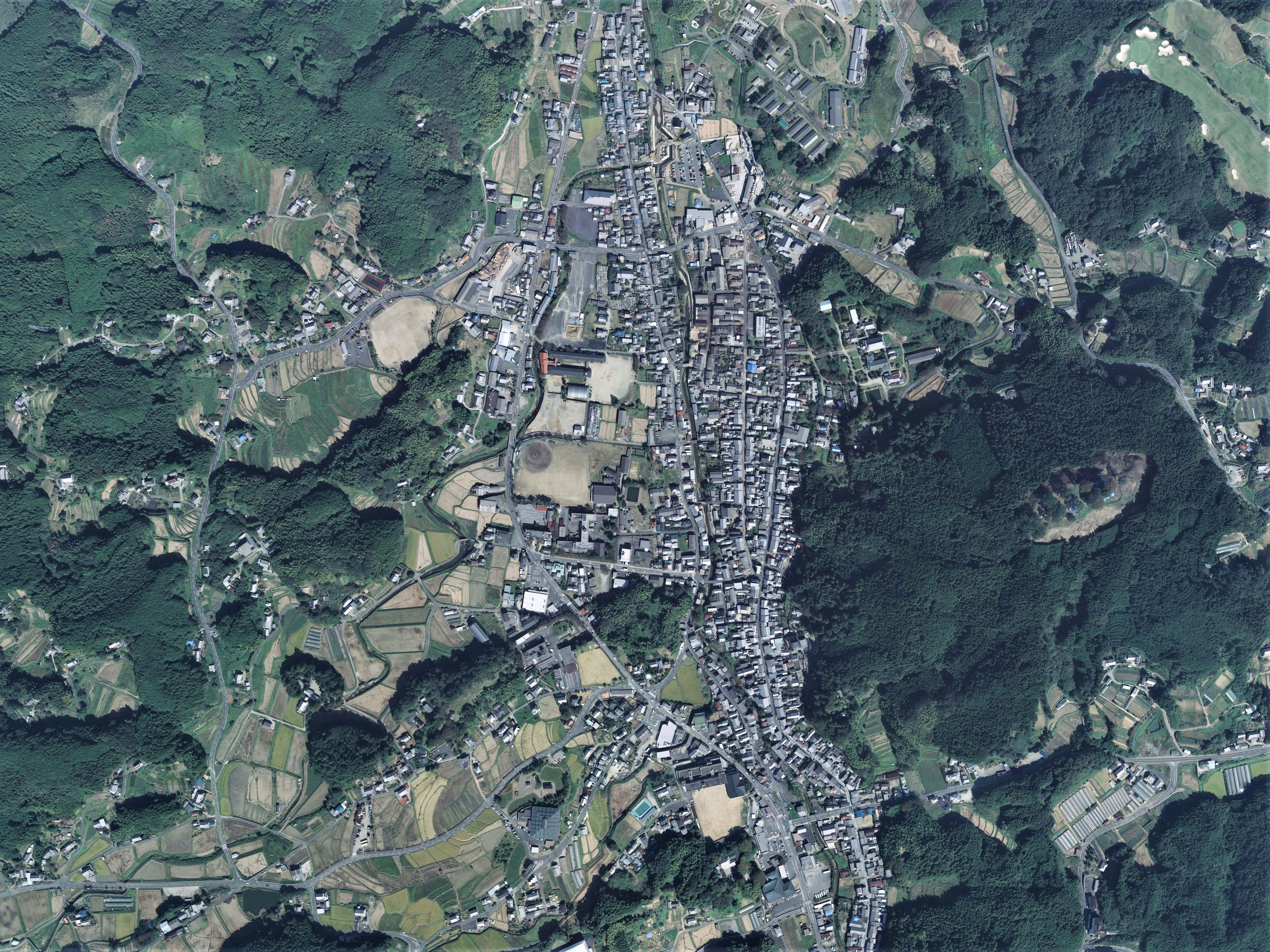
旧大宇陀町中心部周辺の空中写真。
2011年10月9日撮影の4枚を合成作成。。

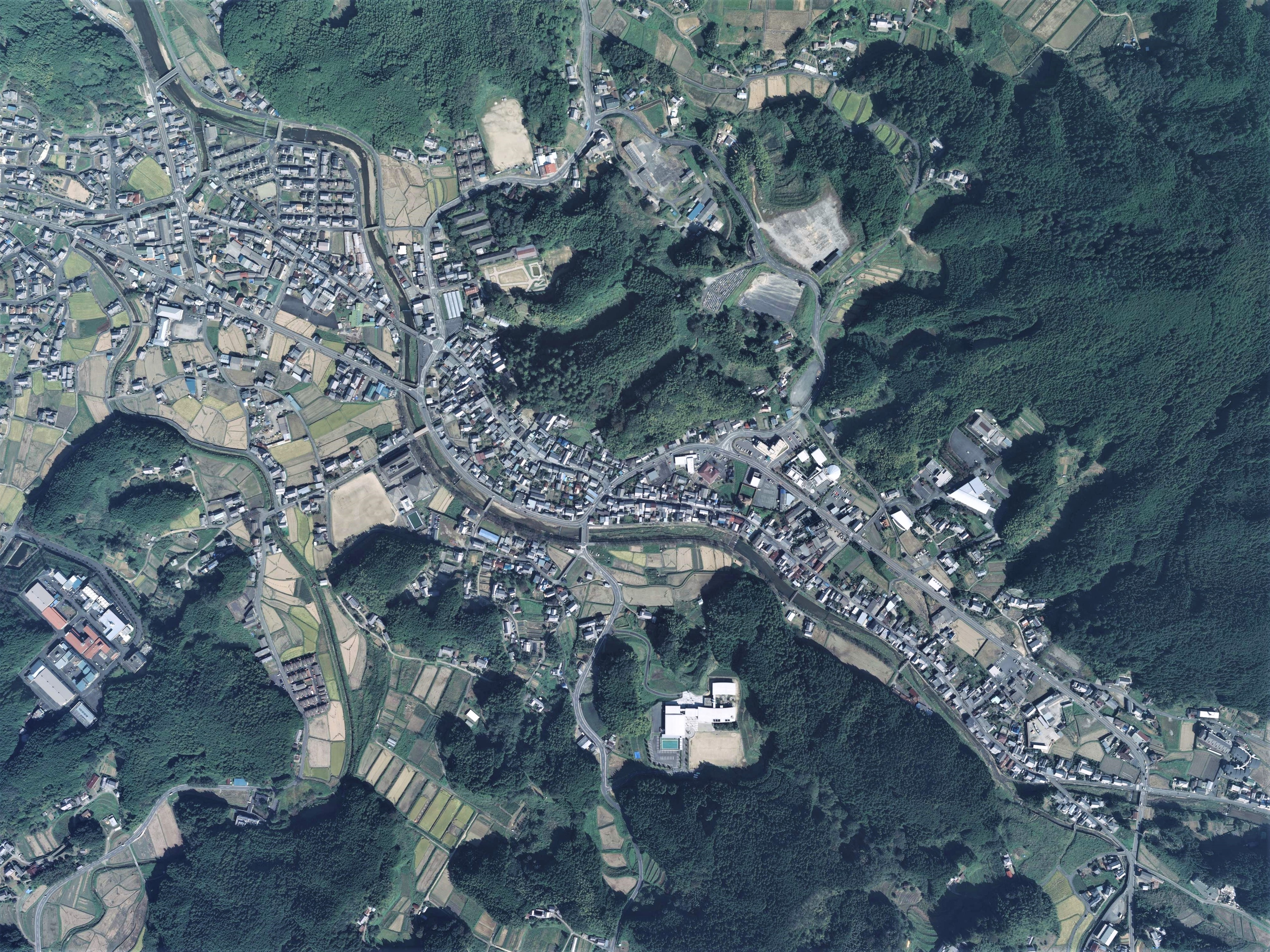
旧菟田野町中心部周辺の空中写真。
2011年10月9日撮影の2枚を合成作成。。

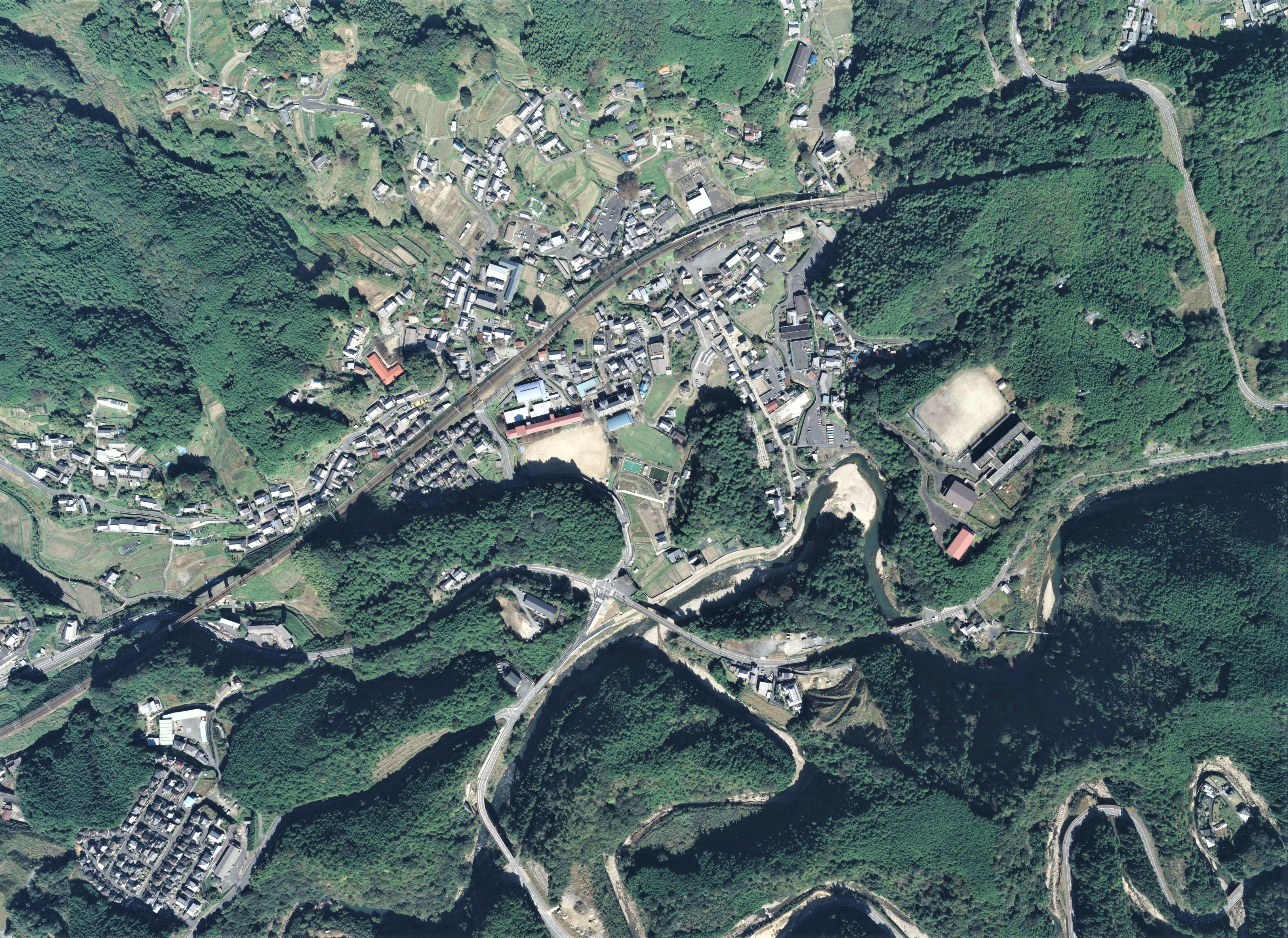
旧室生村中心部周辺の空中写真。
2011年10月27日撮影。。

### 位置
奈良県北東部、大和高原の南端に位置する、四方を山に囲まれた高原都市。
市内を近鉄大阪線や国道165号、国道166号、国道369号、国道370号などが通る。

### 地形
宇陀川・芳野川沿いの平地を山が取り囲む地形で、その大半が森林である。旧菟田野町域・旧大宇陀町域・旧榛原町域の旧市街地は平地に位置するが、その他は山地、狭隘地に集落が点在する。旧榛原町域の北側、旧室生村域の北側・南側、旧菟田野町域の南側は、標高が高い山岳部につながっている。
河川
- 宇陀川
- 芳野川

### 気候
大和高原の南端に位置し、奈良盆地と比べ夏期はやや涼しく、冬期は寒冷。雨量も比較的多い。
- 気温 - 最高36.5℃（2020年（令和2年）8月10日）[2]、最低−9.3℃（1981年（昭和56年）2月28日）[2]
- 最大日降水量 - 235.0ミリ（1982年（昭和57年）8月1日）[2]
- 最大瞬間風速 - 24.9 メートル（2018年（平成30年）9月4日）[2]

| 大宇陀（標高349m）の気候               | 大宇陀（標高349m）の気候 | 大宇陀（標高349m）の気候 | 大宇陀（標高349m）の気候 | 大宇陀（標高349m）の気候 | 大宇陀（標高349m）の気候 | 大宇陀（標高349m）の気候 | 大宇陀（標高349m）の気候 | 大宇陀（標高349m）の気候 | 大宇陀（標高349m）の気候 | 大宇陀（標高349m）の気候 | 大宇陀（標高349m）の気候 | 大宇陀（標高349m）の気候 | 大宇陀（標高349m）の気候 |
| 月                                     | 1月                      | 2月                      | 3月                      | 4月                      | 5月                      | 6月                      | 7月                      | 8月                      | 9月                      | 10月                     | 11月                     | 12月                     | 年                       |
| -------------------------------------- | ------------------------ | ------------------------ | ------------------------ | ------------------------ | ------------------------ | ------------------------ | ------------------------ | ------------------------ | ------------------------ | ------------------------ | ------------------------ | ------------------------ | ------------------------ |
| 最高気温記録 °C （°F）                 | 18.2 (64.8)              | 21.5 (70.7)              | 25.0 (77)                | 28.8 (83.8)              | 31.9 (89.4)              | 33.6 (92.5)              | 35.4 (95.7)              | 36.5 (97.7)              | 35.1 (95.2)              | 30.6 (87.1)              | 25.8 (78.4)              | 23.7 (74.7)              | 36.5 (97.7)              |
| 平均最高気温 °C （°F）                 | 7.0 (44.6)               | 8.1 (46.6)               | 12.4 (54.3)              | 18.3 (64.9)              | 23.1 (73.6)              | 25.9 (78.6)              | 29.6 (85.3)              | 31.0 (87.8)              | 26.8 (80.2)              | 20.9 (69.6)              | 15.3 (59.5)              | 9.7 (49.5)               | 19.0 (66.2)              |
| 日平均気温 °C （°F）                   | 2.1 (35.8)               | 2.6 (36.7)               | 5.9 (42.6)               | 11.4 (52.5)              | 16.5 (61.7)              | 20.4 (68.7)              | 24.3 (75.7)              | 25.1 (77.2)              | 21.2 (70.2)              | 15.1 (59.2)              | 9.2 (48.6)               | 4.2 (39.6)               | 13.2 (55.8)              |
| 平均最低気温 °C （°F）                 | −2.2 (28)                | −2.2 (28)                | 0.1 (32.2)               | 4.8 (40.6)               | 10.4 (50.7)              | 15.8 (60.4)              | 20.1 (68.2)              | 20.6 (69.1)              | 16.7 (62.1)              | 10.1 (50.2)              | 3.9 (39)                 | −0.5 (31.1)              | 8.1 (46.6)               |
| 最低気温記録 °C （°F）                 | −8.7 (16.3)              | −9.3 (15.3)              | −6.8 (19.8)              | −4.3 (24.3)              | −0.5 (31.1)              | 5.3 (41.5)               | 11.3 (52.3)              | 11.8 (53.2)              | 5.5 (41.9)               | −1.1 (30)                | −4.3 (24.3)              | −8.7 (16.3)              | −9.3 (15.3)              |
| 降水量 mm （inch）                     | 65.1 (2.563)             | 77.2 (3.039)             | 113.0 (4.449)            | 107.6 (4.236)            | 138.8 (5.465)            | 194.5 (7.657)            | 202.5 (7.972)            | 151.5 (5.965)            | 181.5 (7.146)            | 168.1 (6.618)            | 86.2 (3.394)             | 67.1 (2.642)             | 1,555.3 (61.232)         |
| 平均月間日照時間                       | 97.5                     | 110.1                    | 152.3                    | 179.2                    | 187.2                    | 133.8                    | 158.6                    | 204.3                    | 145.4                    | 144.9                    | 131.2                    | 107.2                    | 1,750.7                  |
| 出典1：気象庁（平均値：1991年-2020年） |                          |                          |                          |                          |                          |                          |                          |                          |                          |                          |                          |                          |                          |
| 出典2：気象庁（極値：1976年-現在）     |                          |                          |                          |                          |                          |                          |                          |                          |                          |                          |                          |                          |                          |

### 地域
地域自治区
奈良県内では初めて5年をめどに地域自治区制を導入し、旧榛原町・旧大宇陀町・旧菟田野町・旧室生村はそれぞれ榛原区・大宇陀区・菟田野区・室生区となり、旧町役場・村役場は地域事務所となった。宇陀市役所は旧榛原町役場を使用し、庁舎1階の一部で榛原地域事務所の業務を、庁舎2階、3階で宇陀市役所の業務を行う。2007年（平成19年）5月には教育委員会が菟田野地域事務所へ移転した。
2011年（平成23年）3月31日をもって宇陀市の地域自治区は廃止された。これに伴い区名から「区」を取り除いて旧地名と合わさった新地名となった。
- 例えば宇陀市役所の地番は「榛原区下井足17番地の3」から「榛原下井足17番地の3」となった。
- 但し室生区室生だけは、「室生○番地」に変更となった。

### 人口
| |                                        |  |
| 宇陀市と全国の年齢別人口分布（2005年） | 宇陀市の年齢・男女別人口分布（2005年） |  |
| ■紫色 ― 宇陀市 ■緑色 ― 日本全国 | ■青色 ― 男性 ■赤色 ― 女性              |  |
| 宇陀市（に相当する地域）の人口の推移 \| 1970年（昭和45年） \| 37,963人 \| \| \| 1975年（昭和50年） \| 37,269人 \| \| \| 1980年（昭和55年） \| 41,101人 \| \| \| 1985年（昭和60年） \| 41,874人 \| \| \| 1990年（平成2年） \| 41,736人 \| \| \| 1995年（平成7年） \| 42,035人 \| \| \| 2000年（平成12年） \| 39,762人 \| \| \| 2005年（平成17年） \| 37,183人 \| \| \| 2010年（平成22年） \| 34,227人 \| \| \| 2015年（平成27年） \| 31,105人 \| \| \| 2020年（令和2年） \| 28,121人 \| \| |                                        |  |
| 総務省統計局 国勢調査より |                                        |  |
| 1970年（昭和45年） | 37,963人                               |  |
| 1975年（昭和50年） | 37,269人                               |  |
| 1980年（昭和55年） | 41,101人                               |  |
| 1985年（昭和60年） | 41,874人                               |  |
| 1990年（平成2年） | 41,736人                               |  |
| 1995年（平成7年） | 42,035人                               |  |
| 2000年（平成12年） | 39,762人                               |  |
| 2005年（平成17年） | 37,183人                               |  |
| 2010年（平成22年） | 34,227人                               |  |
| 2015年（平成27年） | 31,105人                               |  |
| 2020年（令和2年） | 28,121人                               |  |

奈良県統計

- 2007年10月1日現在 : 36,024人
- 人口増加率（2002年→2007年）: -7.3%
※2006年の人口は、榛原町・大宇陀町・菟田野町・室生村 合算

### 隣接自治体
奈良県
- 奈良市
- 桜井市
- 宇陀郡：曽爾村
- 山辺郡：山添村
- 吉野郡：吉野町
- 吉野郡：東吉野村

三重県
- 名張市

## 歴史

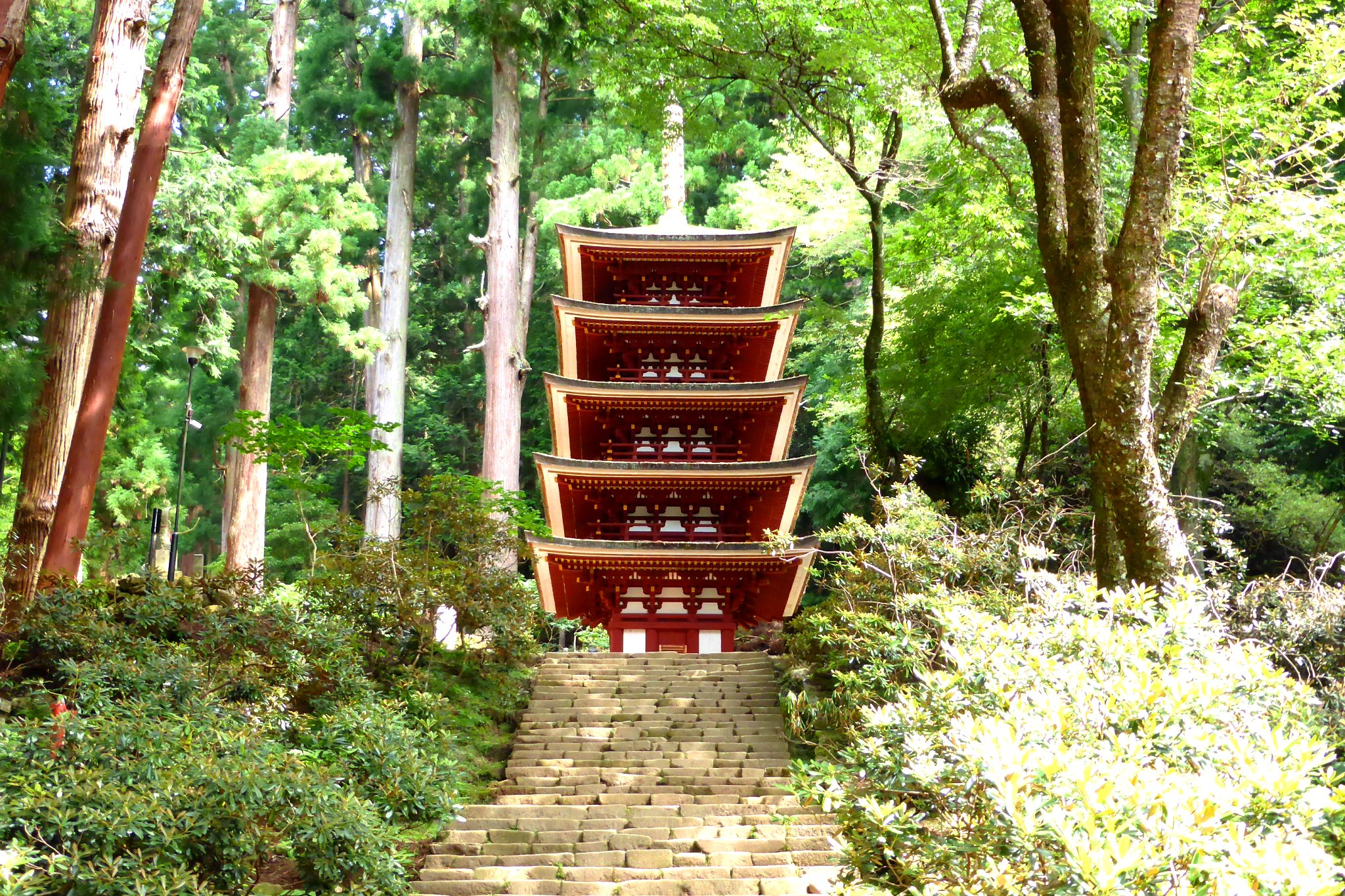
室生寺

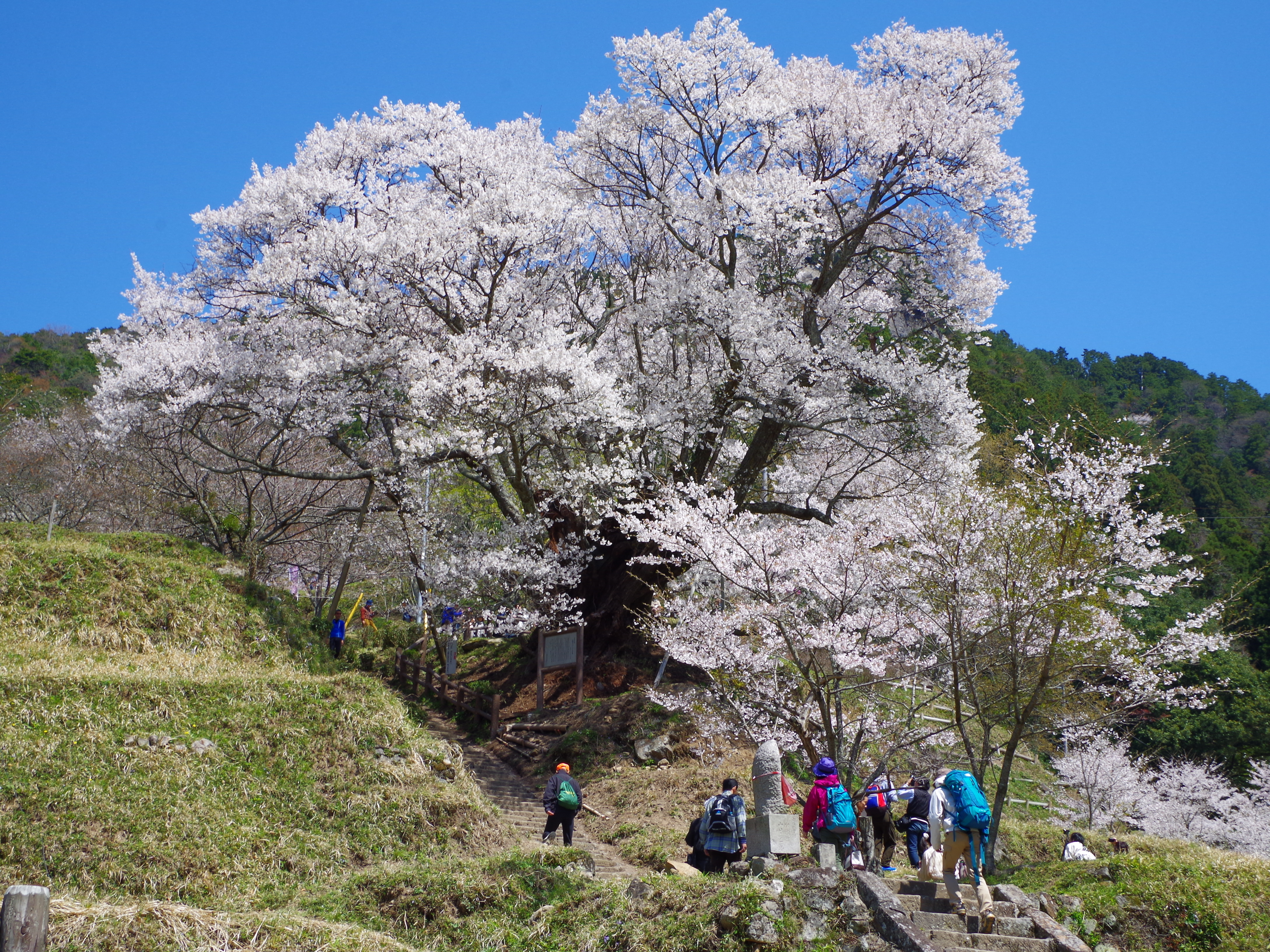
仏隆寺の千年桜

### 古代
「宇陀」という地名自体は万葉の時代から存在し、歌人・柿本人麻呂が現在の大宇陀の阿騎野で「東の野にかぎろひの立つ見えて返り見すれば月傾きぬ」という秀歌を詠んだ。

### 近世
大宇陀は城下町としても栄え、榛原も万葉の時代からその名を残しているが、伊勢街道が本街道と青越え道に分岐する分岐点にある宿場町として近世に栄えた。本居宣長が宿泊した旧旅籠「あぶらや」など、歴史的建造物も現存する。菟田野、室生も古くから存在し、数多くの遺跡や文化財が存在する。

### 現代
2006年（平成18年）1月1日、宇陀郡菟田野町・大宇陀町・榛原町・室生村が合併して宇陀市が発足。市旗と市章を制定。

宇陀市旗
宇陀市章

市域の変遷
| 明治22年 | 明治23年 | 明治26年 | 昭和10年 | 昭和17年 | 昭和29年 | 昭和30年 | 昭和31年 | 平成18年 | 現在   |
| -------- | -------- | -------- | -------- | -------- | -------- | -------- | -------- | -------- | ------ |
| 奈良県   |          |          |          |          |          |          |          |          |        |
| 宇陀郡   | 宇陀郡   | 宇陀郡   | 宇陀郡   | 宇陀郡   | 宇陀郡   | 宇陀郡   | 宇陀郡   | 宇陀市   | 宇陀市 |
| 松山町   | 松山町   | 松山町   | 松山町   | 大宇陀町 | 大宇陀町 | 大宇陀町 | 大宇陀町 | 宇陀市   | 宇陀市 |
| 神戸村   |          |          |          | 大宇陀町 | 大宇陀町 | 大宇陀町 | 大宇陀町 | 宇陀市   | 宇陀市 |
| 政始村   |          |          |          | 大宇陀町 | 大宇陀町 | 大宇陀町 | 大宇陀町 | 宇陀市   | 宇陀市 |
| 吉野郡   |          |          |          | 大宇陀町 | 大宇陀町 | 大宇陀町 | 大宇陀町 | 宇陀市   | 宇陀市 |
| 龍門村   | 上龍門村 | 上龍門村 | 上龍門村 | 大宇陀町 | 大宇陀町 | 大宇陀町 | 大宇陀町 | 宇陀市   | 宇陀市 |
| 宇太村   | 宇太村   | 宇太村   | 宇太町   | 宇太町   | 宇太町   | 宇太町   | 菟田野町 | 宇陀市   | 宇陀市 |
| 宇賀志村 |          |          |          |          |          |          | 菟田野町 | 宇陀市   | 宇陀市 |
| 榛原村   | 榛原村   | 榛原町   | 榛原町   | 榛原町   | 榛原町   | 榛原町   | 榛原町   | 宇陀市   | 宇陀市 |
| 伊那佐村 |          |          |          |          | 榛原町   | 榛原町   | 榛原町   | 宇陀市   | 宇陀市 |
| 内牧村   |          |          |          |          |          | 榛原町   | 榛原町   | 宇陀市   | 宇陀市 |
| 室生村   | 室生村   | 室生村   | 室生村   | 室生村   | 室生村   | 室生村   | 室生村   | 宇陀市   | 宇陀市 |
| 三本松村 |          |          |          |          |          | 室生村   | 室生村   | 宇陀市   | 宇陀市 |
| 山辺郡   |          |          |          |          |          | 室生村   | 室生村   | 宇陀市   | 宇陀市 |
| 東里村   |          |          |          |          |          | 室生村   | 室生村   | 宇陀市   | 宇陀市 |

## 行政

### 市長
- 市長：金剛一智 - 2020年（令和2年）6月28日就任、2期目、任期満了日は2028年（令和10年）6月27日[8]。

| 代 | 氏名     | 就任日        | 退任日        | 備考 |
| -- | -------- | ------------- | ------------- | --- |
| 1  | 前田禎郎 | 2006年2月12日 | 2010年2月11日 | 旧榛原町長。1期。市議会議員選挙と同時執行のため、2010年2月12日から3月28日の選挙結果の確定までは森田博副市長が職務代理者を務めた。 |
| 2  | 竹内幹郎 | 2010年3月28日 | 2018年4月26日 | 2期。 |
| 3  | 高見省次 | 2018年4月27日 | 2020年5月15日 | 1期。市議会による不信任決議により失職。                                                                                           |
| 4  | 金剛一智 | 2020年6月28日 | 現職          | 2期目。 |

### 議会
市議会
定数14人
衆議院
衆議院議員選挙の選挙区は「奈良県第3区」、奈良県議会議員選挙の選挙区は「宇陀郡・宇陀市選挙区」（定数：1）となっている。

## 施設

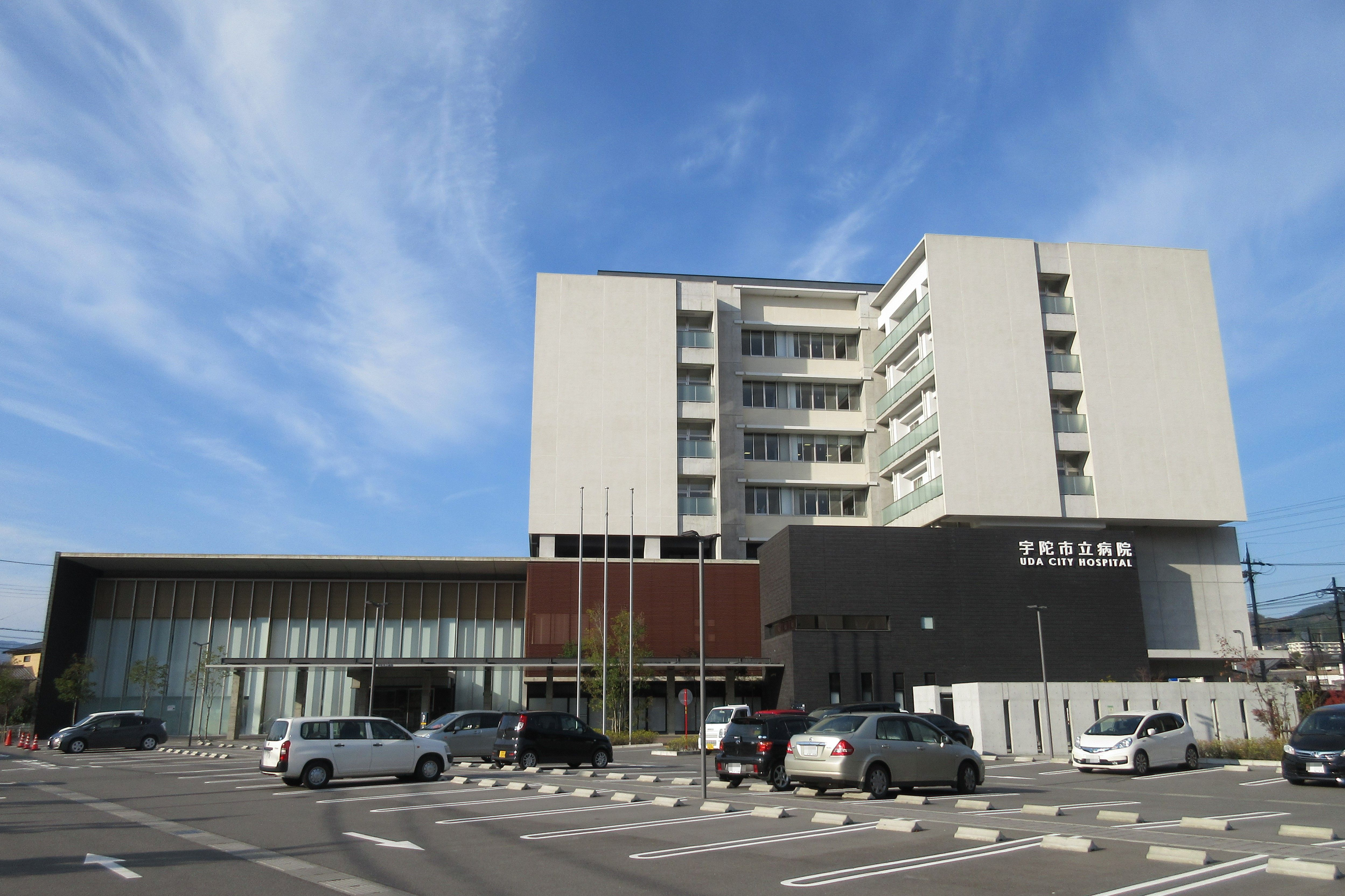
宇陀市立病院

### 国の施設
- 宇陀簡易裁判所（奈良地方裁判所葛城支部）（大宇陀下茶）
- 独立行政法人水資源機構室生ダム管理所

### 県の施設
- 宇陀土木事務所（大宇陀迫間）
- 高原農業振興センター（奈良県農業技術センター分場）
- 畜産技術センター（大宇陀下竹）
- 東部農林振興事務所
- 宇陀川浄化センター
- 奈良県消防学校

### 警察
本部
- 奈良県警察 桜井警察署

警察署
宇陀警察分署（旧宇陀警察署）（榛原萩原1953-1）

### 消防
本部
- 奈良県広域消防組合

消防署
- 宇陀消防署（榛原萩原）
  - 北分署（室生大野）
  - 南分署（大宇陀守道）

消防広域化前は宇陀広域消防組合が置かれていた。また、宇陀消防署には東分署も存在するが、所在地（宇陀郡御杖村土屋原）は宇陀市外になる。

### 医療
- 宇陀市立病院

### 郵便局
（※2015年6月現在）
- 日本郵便株式会社

- 大和榛原郵便局（榛原下井足）　▲★
- 榛原天満台西郵便局（榛原天満台西）
- 榛原新町郵便局（榛原萩原）
- 榛原高井郵便局（榛原高井）
- 大宇陀郵便局（大宇陀拾生（ひろう））　▲★
- 菟田野郵便局（菟田野古市場）　▲★
- 染田郵便局（室生染田）　▲
- 三本松郵便局（室生三本松）　▲★
- 室生郵便局（室生）　▲
- 山辺三（やまべさん）簡易郵便局（榛原山辺三）
- 桧牧（ひのまき）簡易郵便局（榛原檜牧）
- 榛原笠間簡易郵便局（榛原笠間）

- 榛原比布（ひふ）簡易郵便局（榛原比布）
- 内牧簡易郵便局（榛原内牧）
- 小附（こつけ）簡易郵便局（大宇陀小附）
- 上中簡易郵便局（大宇陀上中）
- 才ヶ辻（さいがつじ）簡易郵便局（大宇陀才ケ辻）
- 栗野（くりの）簡易郵便局（大宇陀栗野）
- 大宇陀田原簡易郵便局（大宇陀上片岡）
- 東平尾簡易郵便局（大宇陀東平尾）
- 下芳野（しもほうの）簡易郵便局（菟田野下芳野）
- 笠間簡易郵便局（室生上笠間）
- 大野簡易郵便局（室生大野）
- 長瀬簡易郵便局（室生三本松）

▲印は集配局。★印の郵便局はゆうちょ銀行ATMのホリデーサービス実施局。
宇陀市内の郵便番号は以下の通り。
- 「632-02xx」（旧宇陀郡室生村域北部[15]（および奈良市（旧山辺郡都祁村域の一部））＝染田局の集配担当）
- 「633-02xx」（旧宇陀郡榛原町域＝大和榛原局の集配担当）
- 「633-03xx」（旧室生村域中部[16]＝三本松局の集配担当）
- 「633-04xx」（旧室生村域南部[17]＝室生局の集配担当）
- 「633-21xx」（旧宇陀郡大宇陀町域＝大宇陀局の集配担当）
- 「633-22xx」（旧宇陀郡菟田野町域＝菟田野局の集配担当）

### 図書館
- 宇陀市立中央図書館
- 宇陀市立大宇陀図書館

### 文化施設
- 宇陀市文化会館（かぎろひホール）
- 宇陀市榛原総合センター
- 宇陀市室生地域文化伝習展示施設（あさぎりホール）
- 宇陀市大宇陀歴史文化会館「薬の館」
- 大宇陀ふれあい交流ドーム
- うだ・アニマルパーク

## 経済
農業・林業を中心とする。

### 第一次産業

#### 農業
中山間地という性質上、昭和50年代に県事業等で開発された小規模な棚田や段々畑ばかりで農地が少なく、自家消費を中心に少数の直売所で販売される程度であり、市内スーパーでも地場野菜コーナーは少ない。
また数件の農業法人が有機農業を行っている。
吉野葛（大宇陀）なども有名。また、生産量は多くないが金ごぼうも栽培されており、主に市内直売所に流通している。
農業協同組合
- 奈良県農業協同組合（JAならけん）
  - 榛原支店・宇陀経済センター（榛原篠楽）
  - 大宇陀支店（大宇陀西山）
    - 上竜門出張所（大宇陀田原）

  - 菟田野支店（菟田野古市場）
  - 室生支店（室生大野）

その他ATMが市内に数箇所ある。

#### 畜産業
生産規模が小さく市内でもあまり流通しないが、食肉用の宇陀牛（大宇陀、榛原）は有名。
菟田野の毛皮革産業も充実している。

### 金融機関
- 南都銀行榛原支店（榛原萩原）、大宇陀支店（大宇陀迫間）、菟田野支店（菟田野古市場）
- 大和信用金庫榛原支店（榛原萩原）
- 大和榛原郵便局
- 三本松郵便局
- 室生郵便局
- 大宇陀郵便局
- 菟田野郵便局
- 染田郵便局

## 教育・研究施設

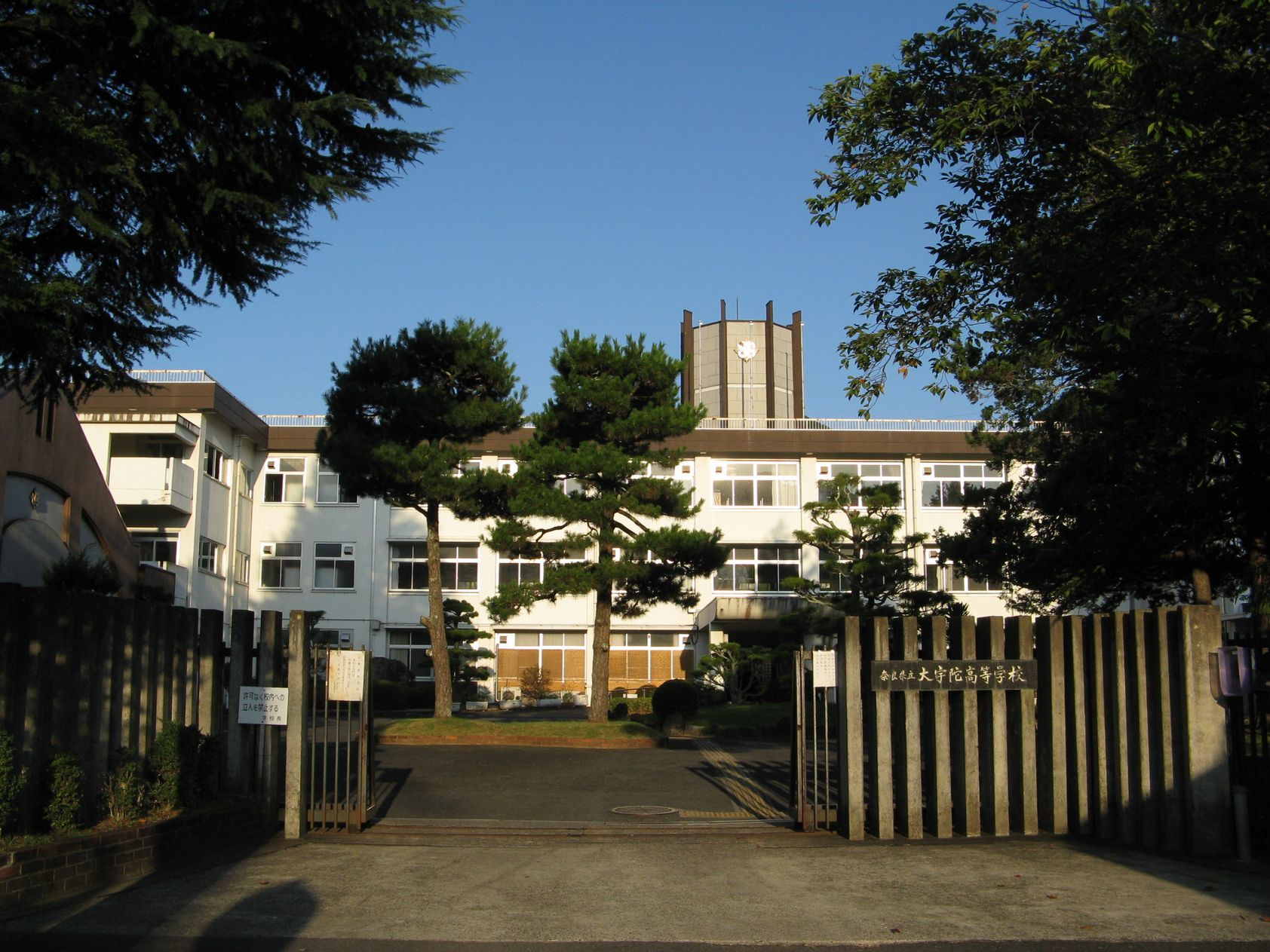
奈良県立大宇陀高等学校

### 大学
国立
- 京都大学理学部宇宙物理学教室大宇陀観測所

### 高等学校
県立
- 奈良県立宇陀高等学校　※2022年 奈良県立大宇陀高等学校と奈良県立榛生昇陽高等学校を統合し、開校。

私立
- 日本教育学院高等学校　※2015年旧宇陀市立田原小学校跡地に開校

### 中学校
市立
- 宇陀市立菟田野中学校（菟田野古市場）
- 宇陀市立大宇陀中学校（大宇陀拾生）
- 宇陀市立榛原中学校（榛原福地）
- 宇陀市立室生中学校（室生大野）

### 小学校
市立
- 宇陀市立菟田野小学校（菟田野古市場）
- 宇陀市立大宇陀小学校（大宇陀西山）
- 宇陀市立榛原小学校（榛原萩原）
- 宇陀市立榛原西小学校（榛原下井足）
- 宇陀市立榛原東小学校（榛原赤瀬）
- 宇陀市立室生小学校（室生大野）

### 廃校・閉校
高等学校
- 奈良県立室生高等学校　※榛原高校への統合により2006（平成18）年3月で閉校
- 奈良県立大宇陀高等学校菟田野分校　※大宇陀高校本校舎への統合により2007（平成19）年3月で閉校
- 奈良県立榛生昇陽高等学校（旧：奈良県立榛原高等学校）　※大宇陀高校との統合により2024（令和6）年3月で閉校
- 奈良県立大宇陀高等学校　※榛生昇陽高校との統合により2024（令和6）年3月で閉校

小学校
- 宇陀市立田原小学校　※大宇陀小学校への統合により2010（平成22）年4月で閉校
- 宇陀市立守道小学校　※大宇陀小学校への統合により2010（平成22）年4月で閉校
- 宇陀市立野依小学校　※大宇陀小学校への統合により2013（平成25）年4月で閉校
- 宇陀市立室生西小学校　※室生東小学校との統合により2016（平成28）年で閉校
- 宇陀市立室生東小学校　※室生西小学校との統合により2016（平成28）年で閉校

## 交通

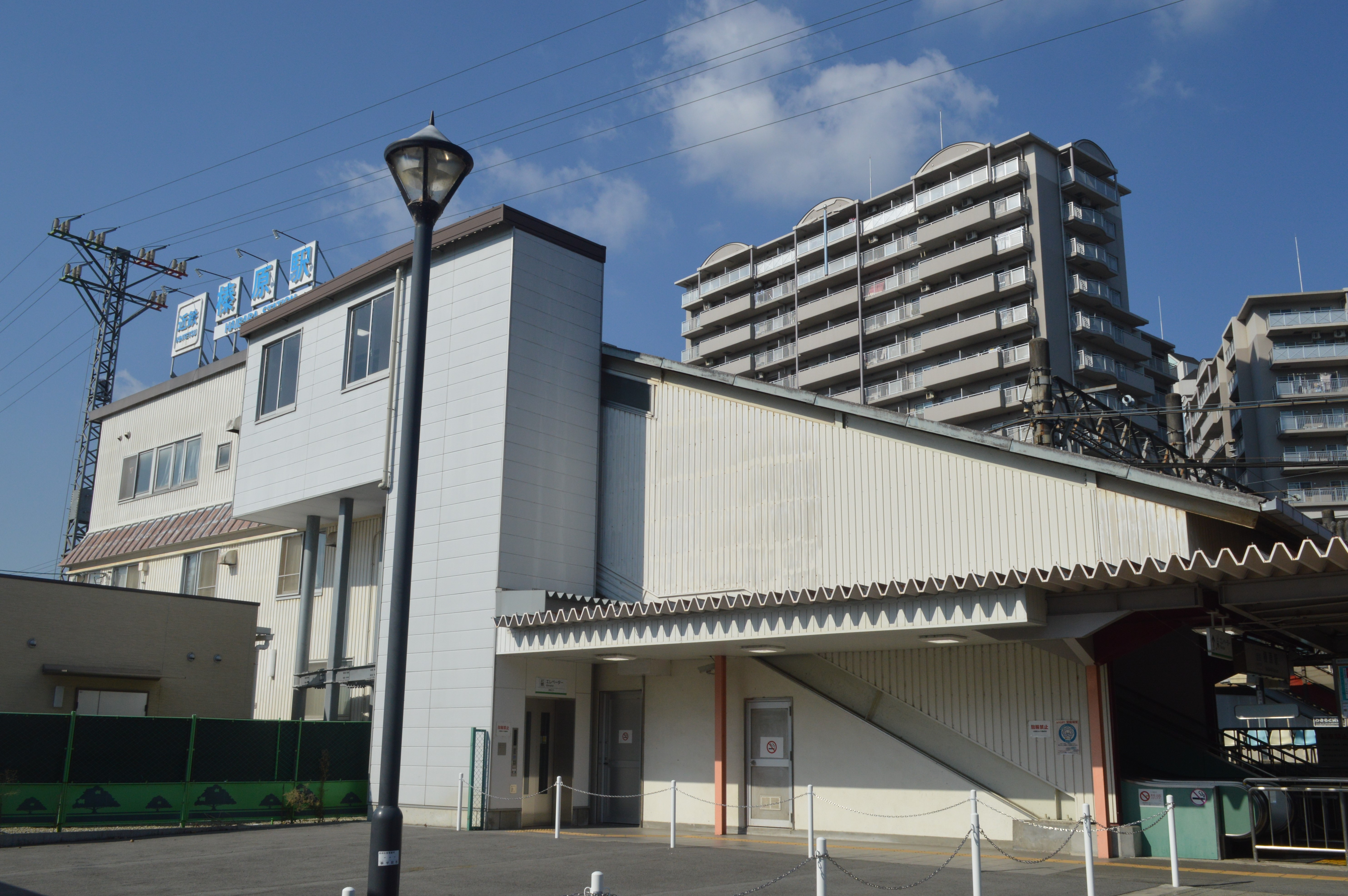
榛原駅

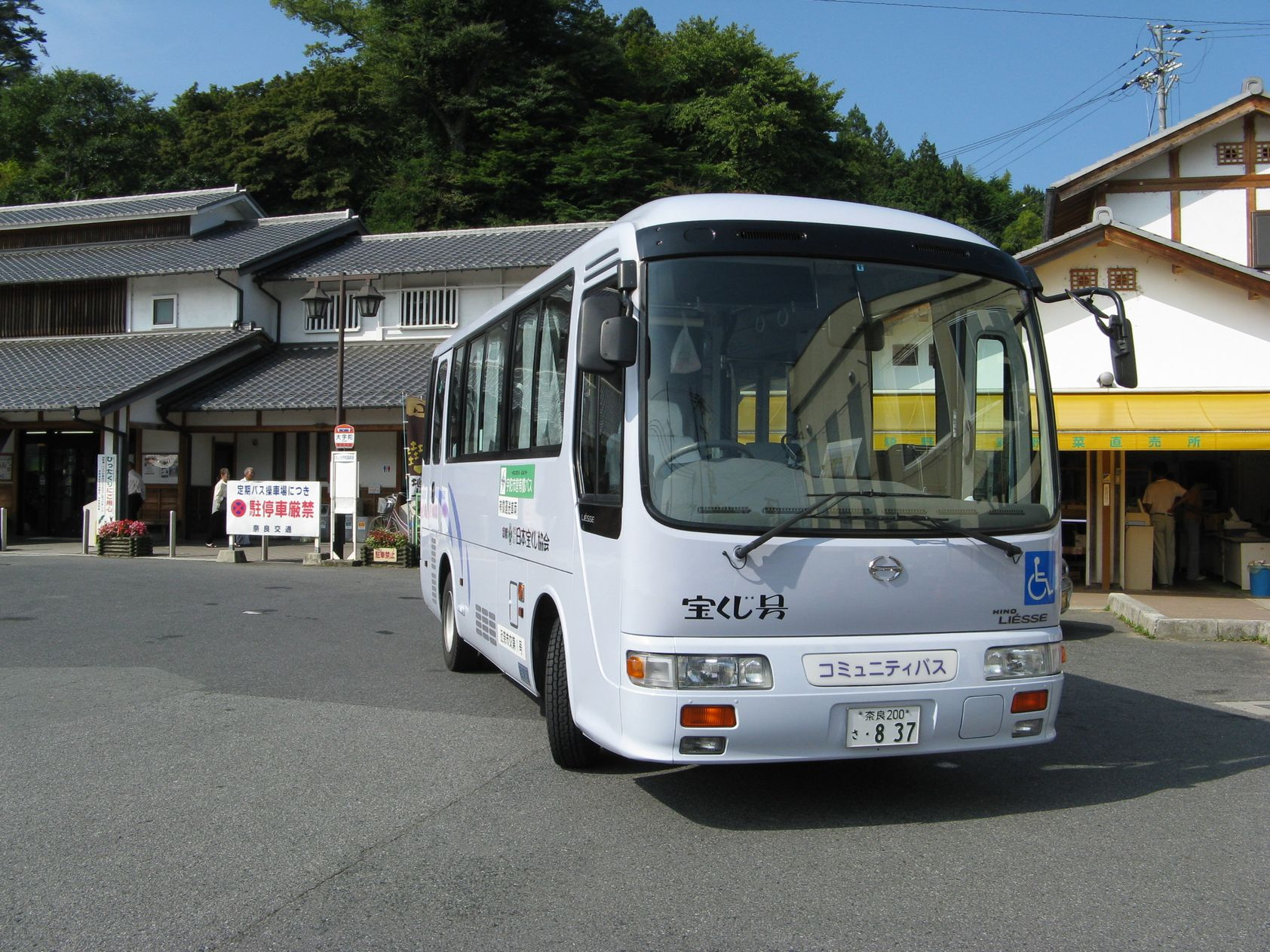
宇陀市営有償バス

### 鉄道
中心となる駅：榛原駅

#### 鉄道路線
近畿日本鉄道（近鉄）
- D大阪線：（桜井市）- 榛原駅 - 室生口大野駅 - 三本松駅 -（三重県名張市）

### バス

#### 路線バス
- 奈良交通榛原営業所管内

コミュニティバス
- 宇陀市営有償バス
- ほっとバス錦（室生龍口地区に名張駅東口（三重県名張市）より乗り入れ・バス停は5箇所）
- 奥宇陀わくわくバス（奈良交通榛原営業所に運行受託。榛原駅から曽爾村役場前まで運行）

### 道路

#### 国道
- 国道165号
- 国道166号
- 国道369号
- 国道370号

#### 県道
主要地方道
- 奈良県道28号吉野室生寺針線
- 奈良県道31号榛原菟田野御杖線

一般県道
- 奈良県道127号北野吐山線
- 奈良県道135号宇太三茶屋線
- 奈良県道164号室生口大野停車場線
- 奈良県道198号粟原榛原線
- 奈良県道217号高塚野依線
- 奈良県道218号内牧菟田野線
- 奈良県道219号佐倉大宇陀線
- 奈良県道242号上笠間三本松停車場線
- 奈良県道・三重県道781号都祁名張線
- 奈良県道・三重県道782号上笠間八幡名張線

## 名所・旧跡・観光スポット

### 名所・旧跡
主な城郭
- 宇陀松山城 - 国史跡

主な寺院
- 室生寺 - 国宝の五重塔がある。
- 大野寺
- 仏隆寺
- 戒長寺
- 大蔵寺
- 大願寺
- 光明寺 - 山門が県重文。
- 万法寺 - 本堂が県重文。

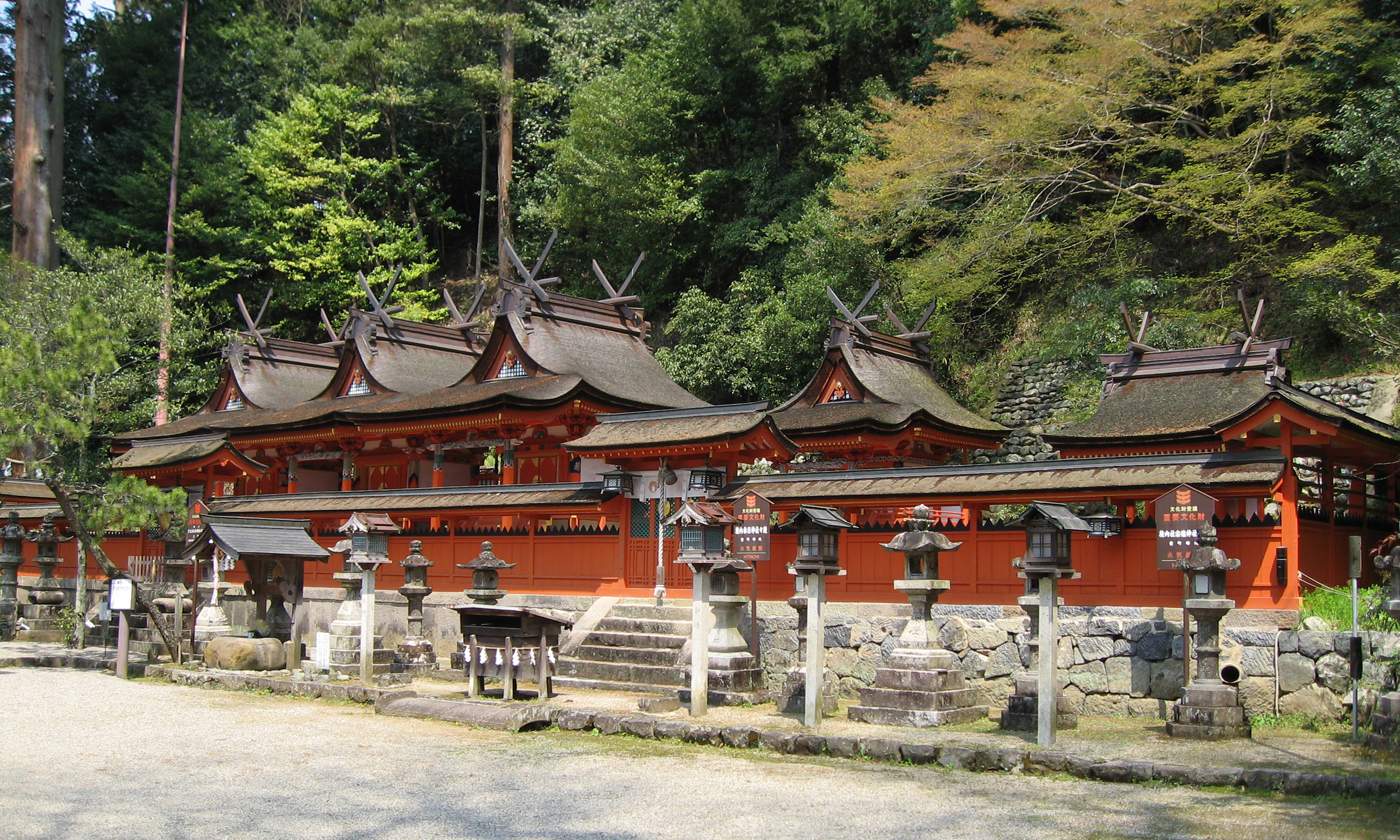
宇太水分神社上宮（国宝）

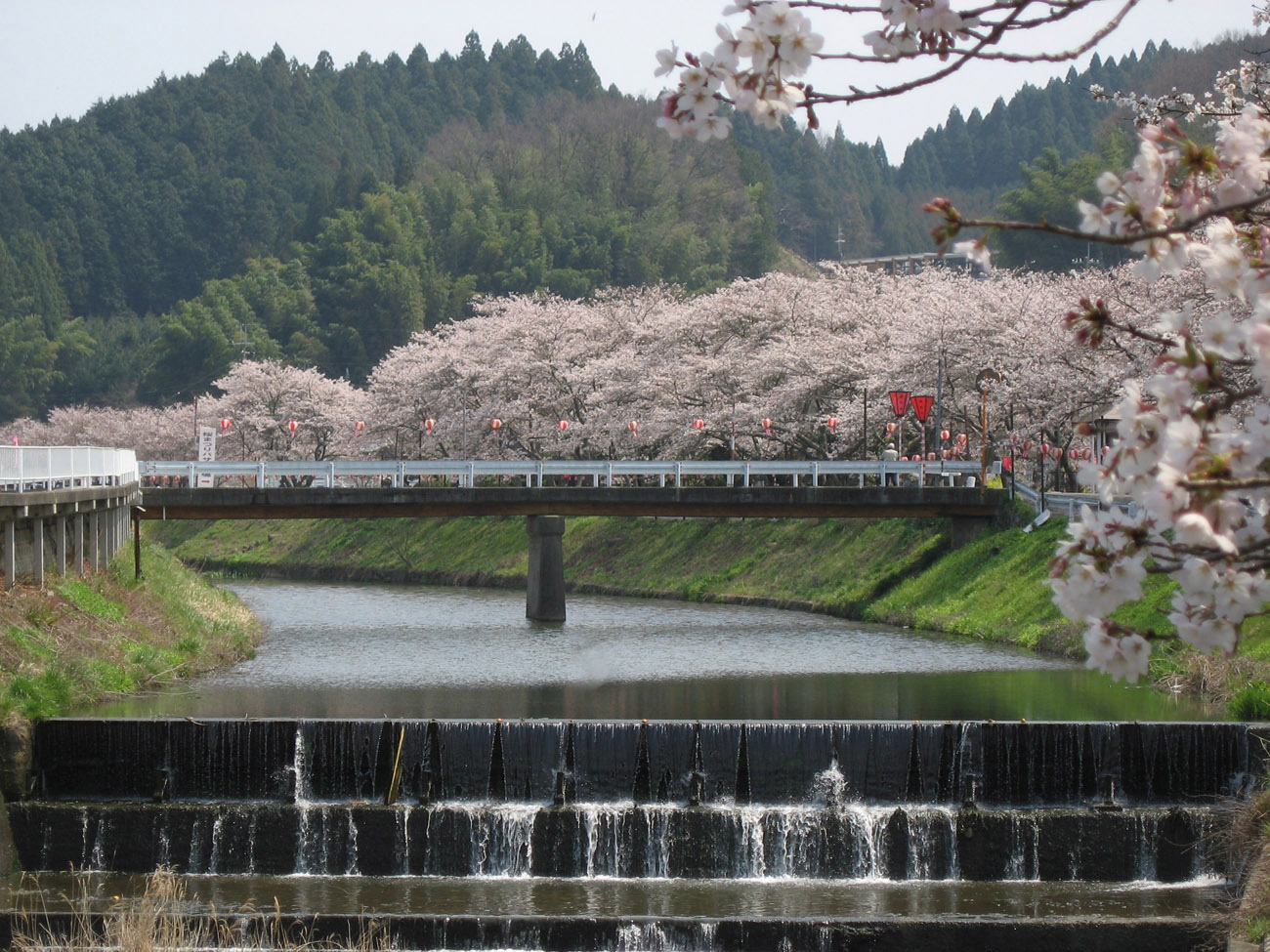
水分桜

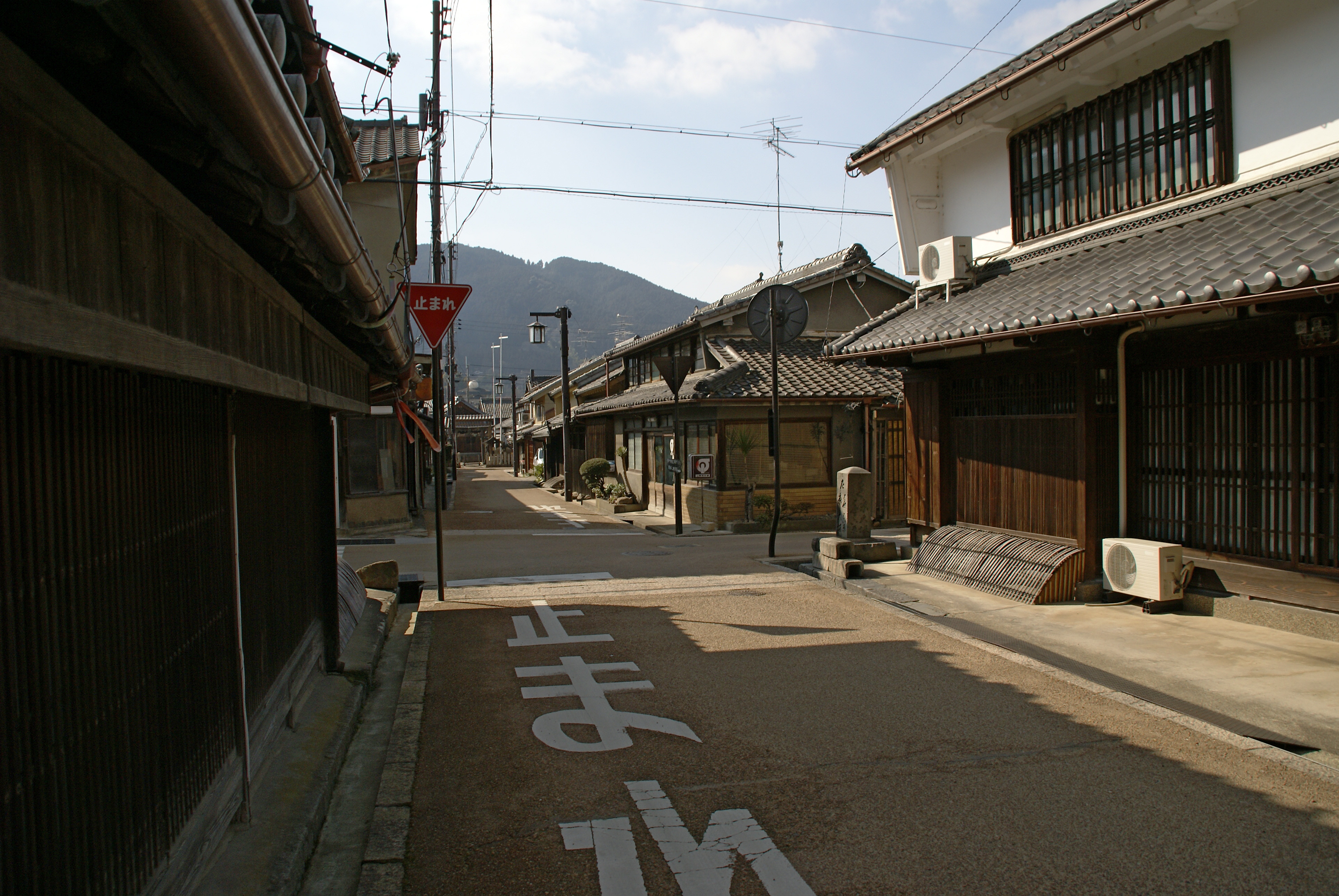
松山地区

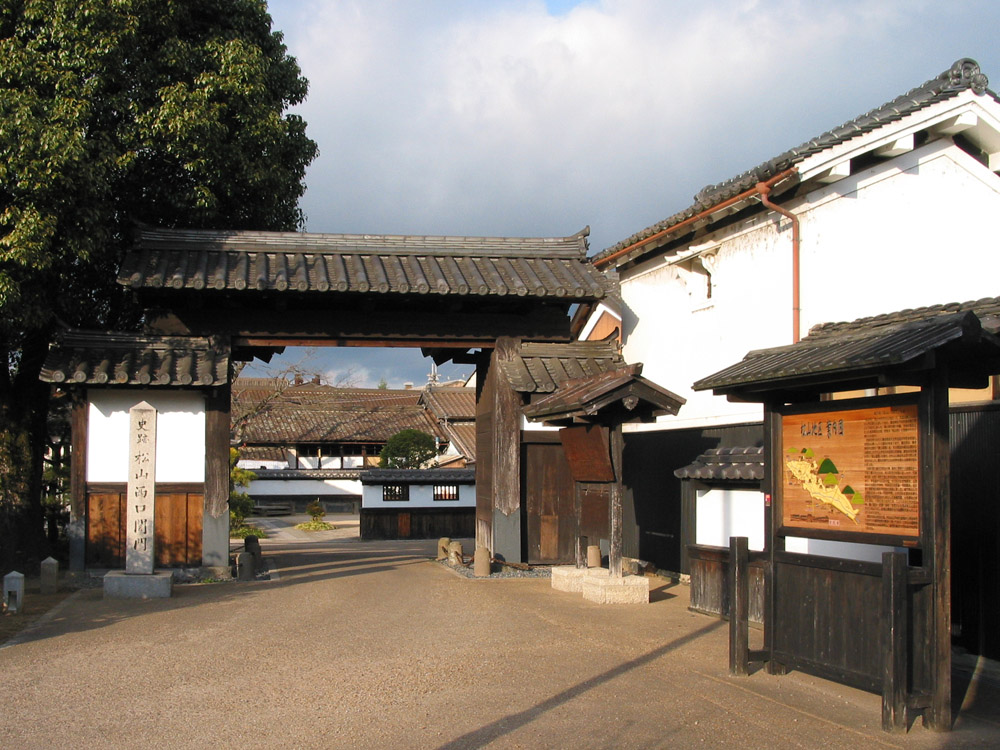
松山地区（重伝建）にある西口関門

- 慶恩寺 - フランス芸術文化勲章（コマンドール）を受賞した水井康雄の彫刻「笑石II」が境内に置かれている。
- 平井大師寺（菟田野）

主な神社
- 阿紀神社 - 旧県社、式内社。能舞台がある
- 八咫烏神社
- 宇太水分神社 - 国宝の社殿がある。

### 観光スポット
- 水分桜（菟田野）- 芳野川堤防上の約100本の桜並木。開花期にはライトアップされ、川面にも映る。
- 又兵衛桜（瀧桜）
- 宇陀市松山重要伝統的建造物群保存地区 - 2006年（平成18年）に重要伝統的建造物群保存地区に選定されている。
  - 松山西口関門 - 国史跡。松山城下町の旧大手門、通称は黒門
  - 森野旧薬園 - 国史跡。日本最古の民間の薬草園
  - 宇陀市大宇陀歴史文化館「薬の館」（旧細川家住宅）- 江戸時代末期の建築。「薬の館」として公開。
  - 松山地区まちづくりセンター「千軒舎」（旧内藤家）
  - 春日神社
- 阿騎野・人麻呂公園 - 遺跡公園、復元建造物や柿本人麻呂像などがある。
- 万葉公園（かぎろひの丘）
- 大亀和尚民芸館
- カザグルマ自生地 - 国の天然記念物
- オリエント急行の客車2両が放置されている場所がある。
- 美榛温泉

## 出身関連著名人

### 出身著名人
- 田村元秀 - 天文学者。
- 染田賢作 - プロ野球選手。
- 水越潤 - サッカー指導者。
- 森下裕美 - 漫画家。
- 桂三馬枝 - 落語家。
- 吉津たかし - OSK日本歌劇団名誉会長。
- 大西愛治郎 - 宗教家。
- 山田安民 - ロート製薬創業者。
- 藤沢友吉 - 藤沢薬品工業創業者。
- 津村重舎 - ツムラ創業者。
- 野田順弘 - オービック創業者。
- 笹岡省三 - 笹岡薬品創業者。
- 井上武吉 - 彫刻家。
- 藤田浩之 - クオリティー・エレクトロダイナミクス最高経営責任者。
- 藤村和弘 - ミュージシャン。Mr.FanTastiC ドラマー。